# Pallenopsis cidaribata
Pallenopsis cidaribata är en havsspindelart som beskrevs av Child, C.A. 1975. Pallenopsis cidaribata ingår i släktet Pallenopsis och familjen Phoxichilidiidae. Inga underarter finns listade i Catalogue of Life.